# Высшая лига КВН 1987/1988
Сезон Высшей лиги КВН 1987/1988 годов — второй сезон возрождённого телевизионного КВН.
В конце предыдущего сезона эксперимент по возрождению КВН на телевидении был признан успешным, и было решено снять второй сезон и продолжить развивать игру. В КВН вновь появился Юлий Гусман, капитан бакинской команды 1960-х годов, на этот раз в роли члена жюри и режиссёра-консультанта передачи; к тройке, четвёрке и пятёрке на столах членов жюри добавились оценки 1, 2, 6 и 7; были введены временные ограничения на конкурсы — 200 секунд за «Приветствие», 300 за «Домашние задания», 100 на импровизационные конкурсы, и если в домашних заготовках позволялось немного превышать лимит времени, то импровизационные конкурсы прекращались, даже если команда ещё не всё сказала. Угличское объединение «Чайка» сделало для Клуба специальные напольные часы-секундомер, оснащённые мигалкой, которая начинала работать, как только команда превышала дозволенное время.
Очередным нововведением был родительский комитет из отцов-основателей и ветеранов КВН 1960-х, который в каждой игре вручал приз за лучшую импровизацию. Также, в этом сезоне появился талисман Клуба — птица КиВиН, его автором стал художник команды МИСИ Дмитрий Скворцов. А в середине сезона Высшая лига переехала в свой новый дом — Московский дворец молодёжи, где оставалась до 2002 года. Было также принято решение, что КВНовский год должен совпадать с календарным, и поэтому сезон затянулся аж до 1 января 1989 года. Таким образом он стал самым длинным за всю историю КВН, а также единственным, который прошёл в трёх разных годах, и в котором было сыграно две новогодние игры.
Самыми значимыми командами второго сезона стали НГУ и ДГУ — единственные из новой шестёрки команд, кто добился успеха, и вернулся в Высшую лигу в последующих сезонах. Обе выиграли свои четвертьфинальные встречи (против команд 1-го ЛМИ и МГУ, соответственно), и сыграли первую в возрождённом КВН ничью в полуфинале. В финале к ним присоединилась команда МГУ, попавшая в полуфинал после победы в утешительной игре над ленинградскими медиками, и позже обыгравшая в полуфинале команду БСХИ. В итоге москвичи довольствовались третьим местом, а Новосибирск одержал победу над Днепропетровском. Это чемпионство стало первым из трёх для команды НГУ.

## Состав
В сезон Высшей лиги 1987/1988 были приглашены шесть новых команд:
1. МГУ (Москва)
2. ДГУ (Днепропетровск)
3. ИГМИ (Иваново)
4. БСХИ (Уфа)
5. 1 ЛМИ (Ленинград)
6. НГУ (Новосибирск)

Чемпионом сезона стала команда КВН НГУ.

## Игры

### Четвертьфиналы
Первый четвертьфинал
- Дата игры: 17 октября 1987
- Тема игры: Правила хорошего тона
- Команды: ДГУ (Днепропетровск), МГУ (Москва)
- Жюри: Юрий Саульский, Михаил Шмойлов, Георгий Данелия, Юлий Гусман, Владислав Третьяк, Владимир Снегирёв, Георгий Бурков
- Конкурсы: Приветствие («Визитная карточка команды»), Разминка («Что? Где? Когда?»), Домашнее задание («Правила хорошего тона»), Литературный конкурс («Ходят слухи…»), Капитанский конкурс («Проверка качеств капитанов»), Выездной конкурс («Дефицит»), Видеоклип («Дефицит»)

| Команда | Приветствие | Разминка | общий | ДЗ  | общий | Литературный | общий | Капитанский | общий | Выездной | общий | Видеоклип | Итого |
| ------- | ----------- | -------- | ----- | --- | ----- | ------------ | ----- | ----------- | ----- | -------- | ----- | --------- | ----- |
| ДГУ     | 4,3         | 5,3      | 9,6   | 6,2 | 15,8  | 2,6          | 18,4  | 3,4         | 21,8  | 3,7      | 25,5  | 3,1       | 28,6  |
| МГУ     | 5           | 4,6      | 9,6   | 5   | 14,6  | 2,3          | 16,9  | 3,7         | 20,6  | 2,9      | 23,5  | 3         | 26,5  |

Результат игры:
1. ДГУ
2. МГУ

- На этой игре был представлен новый талисман Клуба весёлых и находчивых, телезрителям было предложено придумать ему имя.
- Игру обе команды начали с коротких «клятв» друг другу. Они не оценивались.
- На этой игре выступила в качестве гостей команда «Одесские джентльмены». Василий Лановой вручил им приз за лучшую актёрскую игру предыдущего сезона.
- Дежурной командой была команда МИСИ.
- Капитанский конкурс играли Яков Минасян (ДГУ) и Владимир Перепёлкин (МГУ).
- В конкурсе «Видеоклип» команды должны были на сцене показать версии для клипа на песню группы «Земляне» — «Волны». Георгий Данелия воздержался от оценки конкурса.

Второй четвертьфинал
- Дата игры: 29 декабря 1987
- Тема игры: Новогодняя игра
- Команды: ИГМИ (Иваново), БСХИ (Уфа)
- Жюри: Леонид Филатов, Михаил Шмойлов, Ярослав Голованов, Юлий Гусман, Владислав Третьяк, Георгий Бурков
- Конкурсы: Приветствие («Визитная карточка команды»), Разминка («Карнавальные костюмы»), Капитанский конкурс («Предсказание будущего»), Домашнее задание («Очевидное — невероятное»), Киноконкурс («Тайна третьей планеты»)

| Команда | Приветствие | Разминка | общий | Капитанский | общий | ДЗ | общий | Киноконкурс | Итого |
| ------- | ----------- | -------- | ----- | ----------- | ----- | -- | ----- | ----------- | ----- |
| ИГМИ    | 4,7         | 4,8      | 9,5   | 4           | 13,5  | 6  | 19,5  | 3,5         | 23    |
| БСХИ    | 5,5         | 6        | 11,5  | 2,5         | 14    | 6  | 20    | 4,5         | 24,5  |

Результат игры:
1. БСХИ
2. ИГМИ

- На этой игре появился «родительский комитет», который за лучшую импровизацию вручал приз — значок. Значок висел на пиджаке Сергея Муратова, и когда он не смог снять его, было решено дарить пиджак. Первыми пиджак получили КВНщики из БСХИ за удачные ответы на разминке.
- Дежурной командой была команда МХТИ, она выступила с конкурсом «Добро пожаловаться».
- Капитанский конкурс играли Борис Маркарьянц (ИГМИ) и Владимир Боровиков (БСХИ).
- В «Киноконкурсе» команды озвучивали фрагмент из мультфильма «Тайна третьей планеты».
- Команда БСХИ стала первой командой, получившей шесть баллов за разминку.

Третий четвертьфинал
- Дата игры: 19 марта 1988
- Тема игры: Мода
- Команды: 1 ЛМИ (Санкт-Петербург), НГУ (Новосибирск)
- Жюри: Владимир Меньшов, Михаил Шмойлов, Юрий Саульский, Юлий Гусман, Виктор Савиных, Ярослав Голованов
- Конкурсы: Приветствие («Визитная карточка команды»), Разминка («Аксессуары»), Капитанский конкурс («Мудрые мысли»), Домашнее задание («Легко ли быть студентом?»), Выездной конкурс («Фигурное катание»), Студенческая мода

| Команда | Приветствие | Разминка | общий | Капитанский | общий | ДЗ | общий | Выездной | общий | Студ. мода | Итого |
| ------- | ----------- | -------- | ----- | ----------- | ----- | -- | ----- | -------- | ----- | ---------- | ----- |
| 1 ЛМИ   | 5,5         | 4,5      | 10    | 2,7         | 12,7  | 7  | 19,7  | 2,7      | 22,4  | 4          | 26,4  |
| НГУ     | 5,2         | 3,8      | 9     | 3,7         | 12,7  | 7  | 19,7  | 4,5      | 24,2  | 5          | 29,2  |

Результат игры:
1. НГУ
2. 1 ЛМИ

- На этой игре с заявкой на участие в следующем сезоне выступила команда КВН ХВВАИУ. После того, как родительский комитет не смог определиться, кому отдать переходной пиджак, он достался харьковчанам за хорошую заявку.
- Ленинградские медики показали на этой игре домашнее задание «Легко Ли быть студентом», о том, как китаец Ли поступал в институт. В этом конкурсе была исполнена песня «Граждане хирурги»[4].
- Капитанский конкурс играли Валерий Мелехов (НГУ) и Искандер Умаров (1 ЛМИ).
- В конкурсе «Студенческая мода» новосибирцы спели первую в КВНе песню про Маслякова — «Ах, верь мне, Саша, верь мне, Саш!» (на мотив песни «Вернисаж» из репертуара Лаймы Вайкуле и Валерия Леонтьева)[5][6].
- На этой игре было выбрано имя для талисмана КВН. Среди вариантов были: «Кун», «Чуча», «Говорун», «КиВиН», «Киви Н», «Квин», «Кто там?», «Феникс» (или «Феня»). В конце игры было объявлено имя набравшее большинство голосов — «КиВиН».

По итогам трёх четвертьфиналов победители прошли в полуфинал, проигравшие команды — в утешительную игру. Команда ИГМИ от участия в утешительной игре отказалась.

### Утешительная игра
- Дата игры: 14 мая 1988
- Тема игры: Театр
- Команды: МГУ (Москва), 1 ЛМИ (Ленинград)
- Жюри: Всеволод Шиловский, Михаил Шмойлов, Владислав Третьяк, Ярослав Голованов, Евгений Лазарев, Михаил Марфин
- Конкурсы: Приветствие («Первое действие»), Разминка («Театральный анонс»), Домашнее задание («Искусство перевоплощения»), Капитанский конкурс, Литературный конкурс, Выездной конкурс («Искусство в массы»)

| Команда | Приветствие | Разминка | общий | ДЗ | общий | Капитанский | общий | Лит. конкурс | общий | Выездной | Итого |
| ------- | ----------- | -------- | ----- | -- | ----- | ----------- | ----- | ------------ | ----- | -------- | ----- |
| МГУ     | 4,7         | 4,2      | 8,9   | 4  | 12,9  | 5           | 17,9  | 5            | 22,9  | 4,5      | 27,4  |
| 1 ЛМИ   | 4,3         | 5,8      | 10,1  | 4  | 14,1  | 4           | 18,1  | 3,7          | 21,8  | 4,7      | 26,5  |

Результат игры:
1. МГУ
2. 1 ЛМИ

- На этой игре с заявкой выступила команда ВАЗ.
- Капитанский конкурс играли Искандер Умаров (1 ЛМИ) и Владимир Перепёлкин (МГУ).
- 1 ЛМИ на этой игре в своём домашнем задании показали монолог участкового врача-декламатора.
- В рамках выездного конкурса МГУ вывели на сцену начальника отделения пожарной охраны города Москвы, майора Владимира Валентиновича Потапова. Он подарил Клубу огнетушитель.

### Полуфиналы
Первый полуфинал
- Дата игры: 16 июня 1988
- Тема игры: Новоселье в Клубе весёлых и находчивых
- Команды: НГУ (Новосибирск), ДГУ (Днепропетровск)
- Жюри: Ярослав Голованов, Александр Пономарёв, Виктор Мережко, Андрей Мягков, Александр Штоколов, Юлий Гусман
- Конкурсы: Приветствие («Новоселье»), Разминка («Вещи, необходимые новосёлам»), Киноконкурс («Некоммерческая реклама»), Капитанский конкурс («В духе КВНа 60-х годов»), Выездной конкурс («Выходной конкурс»), Домашнее задание («Дворец молодёжи»)

| Команда | Приветствие | Разминка | общий | Киноконкурс | общий | Капитанский | общий | Выездной | общий | ДЗ  | Итого |
| ------- | ----------- | -------- | ----- | ----------- | ----- | ----------- | ----- | -------- | ----- | --- | ----- |
| НГУ     | 5,7         | 3,7      | 9,4   | 2,8         | 12,2  | 2,8         | 15    | 4        | 19    | 7   | 26    |
| ДГУ     | 5,3         | 5        | 10,3  | 2,3         | 12,6  | 3,5         | 16,1  | 3,2      | 19,3  | 6,7 | 26    |

Результат игры:
1. НГУ; ДГУ

- Это первая игра в Московском дворце молодёжи.
- Впервые в возрождённом КВН игра закончилась вничью.
- В конце игры выступила делегация преподавателей и руководителей школ из Окленда и Троицка, которая вручила подарки командам и Клубу.
- Команда ДГУ получила пиджак за лучшую импровизацию.
- Капитанский конкурс играли Яков Минасян (ДГУ) и Валерий Мелехов (НГУ).
- В разминке ДГУ продемонстрировали свой «червонец в рубчик», в виде которого позже выпускали полотенца.
- В домашнем задании НГУ прозвучала шутка «Партия, дай порулить!», которая в 1996 году была признана лучшей шуткой КВН[7].

Второй полуфинал
- Дата игры: 8 октября 1988
- Тема игры: Спорт
- Команды: БСХИ (Уфа), МГУ (Москва)
- Жюри: Ярослав Голованов, Виктор Мережко, Александр Пономарёв, Андрей Мягков, Михаил Шмойлов, Юлий Гусман
- Конкурсы: Приветствие («Физкультпривет!»), Разминка («Зарядка»), Выездной конкурс («Установление новых рекордов»), Капитанский конкурс («Ринг»), Игровой конкурс, Домашнее задание («Спорт, спорт, спорт»)

| Команда | Приветствие | Разминка | общий | Выездной | общий | Капитанский | общий | Игровой | общий | ДЗ  | Итого |
| ------- | ----------- | -------- | ----- | -------- | ----- | ----------- | ----- | ------- | ----- | --- | ----- |
| БСХИ    | 3,3         | 3,5      | 6,8   | 2,7      | 9,5   | 2,2         | 11,7  | 3,3     | 15    | 4,3 | 19,3  |
| МГУ     | 4           | 4,5      | 8,5   | 2,8      | 11,3  | 1,7         | 13    | 3,5     | 16,5  | 4,3 | 20,8  |

Результат игры:
1. МГУ
2. БСХИ

- Игра была приурочена к Олимпийским играм в Сеуле.
- Члены жюри на протяжении всей игры, в основном, критиковали выступления команд.
- Капитанский конкурс играли Владимир Перепёлкин (МГУ) и Владимир Боровиков (БСХИ). Пиджак за лучшую импровизацию родительский комитет решил вручить Александру Маслякову за лучшую шутку игры — предложение провести третий раунд в капитанском конкурсе.
- В конце игры волейболистка Татьяна Крайнова вручила приз «за самый весомый вклад в победу команды» — гирю Алексею Кортневу из команды МГУ.

### Финал
- Дата игры: 1 января 1989
- Тема игры: Наука
- Команды: ДГУ (Днепропетровск), МГУ (Москва), НГУ (Новосибирск)
- Жюри: Ярослав Голованов, Виктор Мережко, Татьяна Догилева, Александр Пономарёв, Виктор Савиных, Андрей Мягков, Михаил Шмойлов, Юлий Гусман
- Конкурсы: Приветствие («Новогодний привет»), Разминка («Научные истины»), Музыкальный конкурс («Урок компьютерной грамотности»), Капитанский конкурс («Научное сообщение»), Выездной конкурс («Научная экспедиция»), Нечто, Домашнее задание («Волшебная сила науки»)

| Команда | Приветствие | Разминка | общий | Муз. конкурс | общий | Капитанский | общий | Выездной | общий | Нечто | общий | ДЗ  | Итого |
| ------- | ----------- | -------- | ----- | ------------ | ----- | ----------- | ----- | -------- | ----- | ----- | ----- | --- | ----- |
| ДГУ     | 4,8         | 3,2      | 8     | 4,8          | 12,8  | 2,4         | 15,2  | 3,1      | 18,3  | 2,6   | 20,9  | 7   | 27,9  |
| МГУ     | 4,5         | 2,5      | 7     | 5            | 12    | 2,1         | 14,1  | 3        | 17,1  | 2,6   | 19,7  | 6   | 25,7  |
| НГУ     | 5,5         | 3,1      | 8,6   | 4            | 12,6  | 3,3         | 15,9  | 3,9      | 19,8  | 3,5   | 23,3  | 6,6 | 29,9  |

Результат игры:
1. НГУ
2. ДГУ
3. МГУ

Команда НГУ стала чемпионом Высшей лиги сезона 1987/1988.
- На этой игре команда МГУ исполнила песню о компьютерах на мотив песни из мультфильма «Пластилиновая ворона»[8].
- Капитанский конкурс играли Владимир Перепёлкин (МГУ), Валерий Мелехов (НГУ) и Яков Минасян (ДГУ).
- Эту игру команда НГУ закончила номером про «сумасшедшую планету», которая сорвалась с орбиты и устремилась к новым мирам из-за того, что все люди вдруг стали добрыми и честными.
- Приз за лучшую актёрскую игру журнал «Театральная жизнь» вручил днепропетровской команде.
- Лариса Рябоконева из команды НГУ стала первой «мисс КВН».
- Игру команда ДГУ закончила песней «Переведи меня на хозрасчёт».
- На этой игре впервые прозвучала новая версия гимна КВН (в аранжировке Павла Овсянникова), которая использовалась вплоть до 1998 года.

## Члены жюри
В сезоне 1987/1988 игры Высшей лиги КВН судили 19 человек.
6 игр
- Ярослав Голованов
- Юлий Гусман
- Михаил Шмойлов

3 игры
- Виктор Мережко
- Андрей Мягков
- Александр Пономарёв
- Владислав Третьяк

2 игры
- Георгий Бурков
- Виктор Савиных
- Юрий Саульский

1 игра
- Георгий Данелия
- Татьяна Догилева
- Евгений Лазарев
- Михаил Марфин
- Владимир Меньшов
- Владимир Снегирёв
- Леонид Филатов
- Всеволод Шиловский
- Александр Штоколов